# Mundwerkzeuge
Als Mundwerkzeuge (auch Mundgliedmaßen) werden im Allgemeinen Strukturen der Gliederfüßer (Arthropoda) bezeichnet, die der Nahrungsaufnahme dienen. Dabei handelt es sich vor allem um speziell ausgebildete Extremitäten.
Bei den verschiedenen Gruppen der Gliederfüßer kommt es zu sehr unterschiedlicher Ausgestaltung der Mundwerkzeuge, die auch innerhalb der einzelnen Taxa wiederum sehr stark variieren können.

## Evolution
Die Mundwerkzeuge der Arthropoden gehen auf umgewandelte Extremitäten der vorderen, zum Kopf verschmolzenen Körpersegmente zurück. Bei fossilen Vertretern aus dem Kambrium überwiegen auch im Kopfbereich unspezialisierte Extremitäten, die sich in Aufbau und Funktion nicht von denjenigen der Rumpfsegmente unterscheiden, es gab also keinen Unterschied zwischen Mundwerkzeugen und Beinen. Lediglich das erste Extremitätenpaar, die späteren Antennen, besaß abweichende Gestalt. so aufgebaut sind zum Beispiel die Kopfanhänge der ausgestorbenen Trilobiten. Unspezialisierte Extremitäten im Rumpfbereich, die neben der Fortbewegung auch der Atmung und der Nahrungsaufnahme dienen, existieren heute noch bei einigen Arthropodengruppen wie beispielsweise den Kiemenfußkrebsen. Es gibt aber keine rezenten Arthropoden mit unspezialisierten Kopfextremitäten mehr, die meisten Vertreter sind bereits im Kambrium ausgestorben.
Wie typisch für Arthropoden, weist jedes der ursprünglichen Segmente höchstens ein Gliedmaßenpaar auf, dieses kann aber manchmal restlos rückgebildet sein. Wie viele Segmente bei den verschiedenen Unterstämmen der Arthropoden den Kopf ausgebildet haben, und wie zwischen ihnen die verschiedenen Mundwerkzeuge homologisiert werden können, ist wissenschaftlich noch umstritten.
Funktional unterscheiden sich die Mundwerkzeuge der Arthropoden von Kieferbildungen bei Wirbeltieren und in anderen Tierstämmen dadurch, dass die Mundwerkzeuge immer vor der Mundöffnung liegen. Innerhalb der einzelnen Gruppen sind sie, je nach den Besonderheiten des Nahrungserwerbs, vielfältig umgebildet und abgewandelt. Es existieren zwei Grundtypen, nach denen (der heute vorherrschenden Hypothese folgend), die jeweiligen Verwandtschaftsgruppen benannt werden. Die Cheliceren der Chelicerata (Spinnentiere und Verwandte) sind im Grundbauplan dreigliedrige, als Schere wirkende Glieder. Die Mandibeltiere oder Mandibulata weisen hingegen als erstes Mundwerkzeugpaar im Grundbauplan kauend-beißende Mandibeln auf. Die Mundwerkzeuge weisen, je nach Gruppe, zusätzlich gegliederte, als Sinnesorgane wirkende Anhänge auf, die als Palpen oder Taster bezeichnet werden. Insbesondere bei den Insekten sind die Mundwerkzeuge aber in einigen Gruppen völlig abgewandelt, etwa zu einem Leckorgan oder einem Saugrüssel.

## Stummelfüßer
Die Segmentierung des Kopfes durch Körperanhänge ist bei den Stummelfüßern (Onychophora) klar erkennbar. Auf das Antennensegment folgt das Kiefersegment. Es trägt ein Paar stummelartiger kurzer Gliedmaßen, die an der Spitze mit paarigen Chitinschneiden versehen sind. Die Kiefer schneiden von vorn nach hinten in einer Bewegung, die der Bewegung der Beine entspricht. Im hinter dem Kiefersegment liegenden Segment sind die Extremitäten zu stummelförmigen Ausstülpungen (Oralpapillen) umgebildet, in denen die Schleimdrüsen münden. Die Körperteile mit Lippenfunktion (Schließen der Mundöffnung beziehungsweise Öffnen und Anlegen an die Beute) umgeben die beiden Kiefer.

## Kieferklauenträger

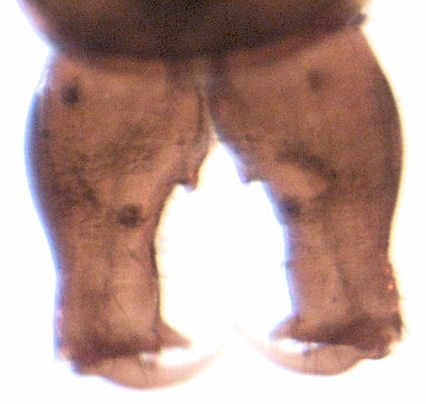
Cheliceren von Dunedinia denticulata, die zu den Baldachinspinnen zählt.

Bei den Kieferklauenträgern (Chelicerata) bilden der Kopf und die Brust eine Einheit mit sechs Extremitätenpaaren. Die letzten vier übernehmen die Funktion der Fortbewegung. Die beiden ersten werden als Mundgliedmaßen bezeichnet. Das erste Beinpaar bilden die Cheliceren (Kieferfühler), das zweite Extremitätenpaar wird als Pedipalpus (Kiefertaster) bezeichnet.

### Spinnen
Bei den Spinnentieren bestehen die Cheliceren aus einem mächtigen Grundglied und der Klaue, die gegen das Grundglied eingeschlagen werden kann. Nahe der Klauenspitze münden fast immer Giftdrüsen. Die beiden Klauen arbeiten bei primitiven Cheliceraten parallel zur Körperachse (orthognathe Stellung), sonst gegeneinander und senkrecht zur Körperachse (labidognathe Stellung). Das zweite Extremitätenpaar wird als Pedipalpen (Kiefertaster) bezeichnet. Es hat die Funktion eines Tasters, bei den Männchen werden sie auch zur Übertragung des Samenpakets genutzt. Das erste Glied ist verbreitert und deckt den Mundraum seitlich ab. Vom Bauchschild des Außenskeletts ist nach vorn eine Unterlippe abgegliedert, die den Mundraum nach hinten abschließt. Nach vorn ist er durch die Oberlippe (Epistom oder Rostrum) abgeschlossen. Kauende Elemente fehlen, da Spinnen nur verflüssigte Nahrung saugend aufnehmen.

### Skorpione
Bei den Skorpionen sind die Cheliceren klein, die Pedipalpen sind ähnlich wie die Schreitbeine gegliedert. Das letzte Beinglied trägt eine Zange ähnlich den Scheren des Krebses.

### Milben
Bei den Milben sitzen die Mundwerkzeuge auf dem vorderen Teil des vorderen Körperabschnitts, dem Gnathosoma (altgr. gnathos ‚Kiefer‘ und soma ‚Körper‘). Das Gnathostoma wird auf der Unterseite durch die verwachsenen Hüftglieder der beiden meist fünfgliedrigen Pedipalpen, auf der Oberseite durch das Tectum gebildet und umschließt rohrförmig einen vor dem Mund gelegenen Raum. Cheliceren und Pedipalpen sind zu einem Stechapparat umgebildet. Die zwei- oder dreigliedrigen Cheliceren arbeiten scheren- oder messerartig oder als nadelartige Stilette.

## Krebstiere

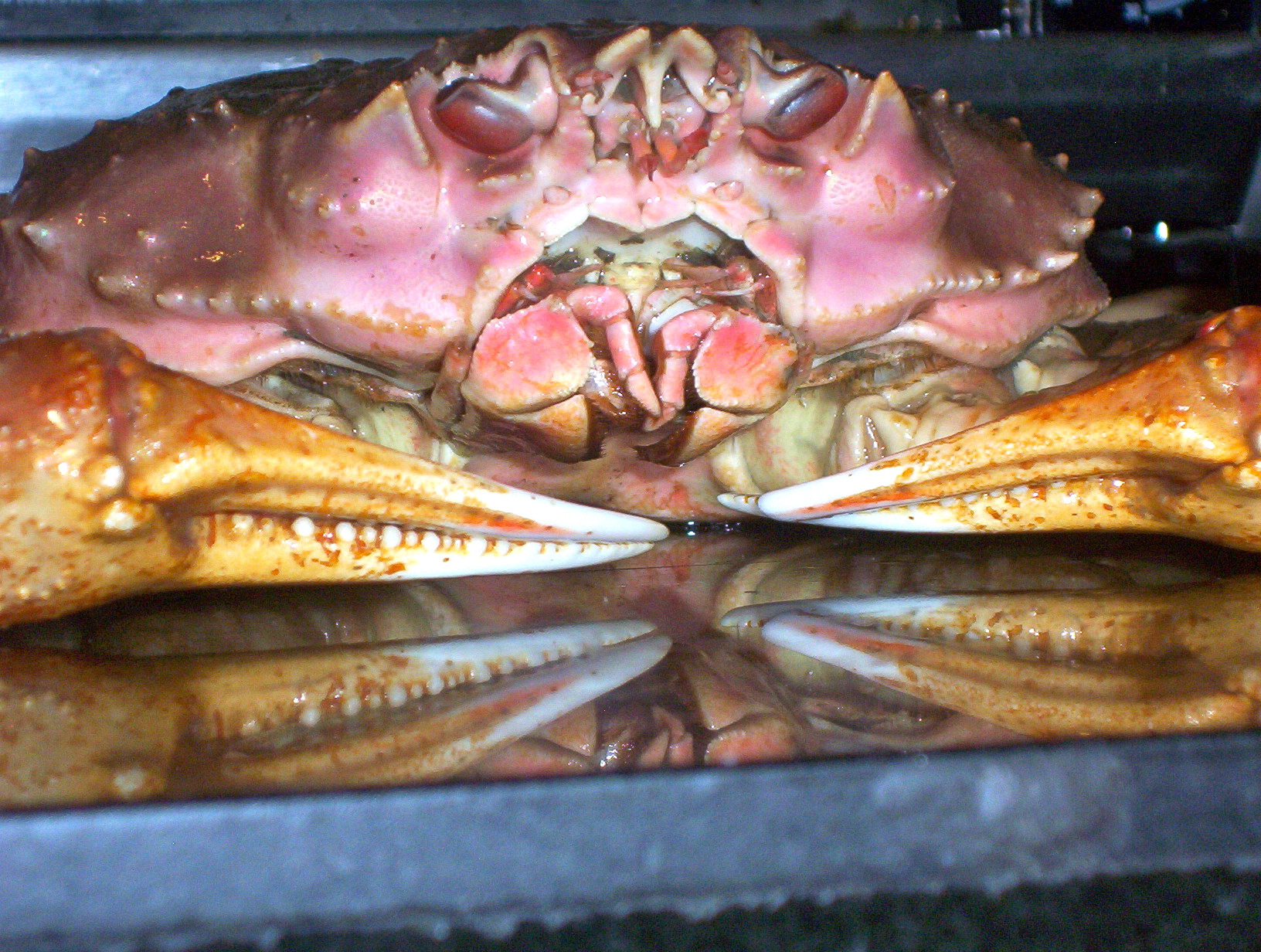
Gesicht von Chionoecetes bairdi, welche zu den Krabben zählt

Bei den Krebstieren (Crustacea) tragen die ersten beiden Kopfsegmente je ein Paar Antennen. Direkt vor der Mundöffnung liegt die Oberlippe. Wie bei den anderen Mandibeltieren (zu denen die Krebstiere und Tracheentiere zusammengefasst werden), ist die Basis der Extremität des dritten Kopfsegmentes zu einer kräftigen Kaulade (Mandibel, Oberkiefer) umgewandelt. Auch die beiden folgenden Extremitätenpaare stellen Mundwerkzeuge dar, die als Maxille I und II (Unterkiefer und Unterlippe) bezeichnet werden. Sie umstehen die Mundöffnung. Sie lassen noch den Grundbauplan des Spaltfußes erkennen, bei dem dem Basispodid ein Endopodit und ein Exopodit aufsitzt. Bei Mandibel und den beiden Maxillenpaaren ragen vom Stamm nach innen gezähnte Vorsprünge, die Kauladen. Von Exopodit und Endopodit können beide, einer oder keiner noch als Taster erhalten sein. Bei verschiedenen Gruppen innerhalb der Krebse werden weitere Extremitäten als Mundwerkzeuge benutzt, die dann als Maxillipeden (Kieferfüße) bezeichnet werden. Beim Flusskrebs folgen beispielsweise auf Maxille II noch drei Paare von Kieferfüßen dann der Scherenfuß. Auch dieser kann Nahrung ergreifen, zerkleinern und an die Kiefer weitergeben.

## Sackkiefler
Die Sackkiefler (Entognatha altgr. ento ‚innen‘ und gnathos ‚Kiefer‘) wurden früher zu den Insekten gestellt, heute werden die Sechsfüßer (Hexapoda) in Sackkiefler und Insekten eingeteilt.
Zu den Sackkieflern gehören die Doppelschwänze, Beintastler und Springschwänze. Bei ihnen liegen die Mundwerkzeuge innerhalb einer speziell ausgebildeten Tasche. Während der Embryonalentwicklung bildet sich seitlich je eine Mundfalte, die sich nach unten vertieft. Die beiden Falten vereinen sich an oder unter der Unterlippe. Der Raum vor dem eigentlichen Mund wird dadurch nach vorn gerichtet und umschließt je ein Paar Mandibeln und Maxillen, die sich ebenfalls nach vorn ausrichten. Die Mandibeln sitzen vor den Maxillen und können nach vorn ausgestülpt werden.
- Bei den Springschwänzen (Collembolen) ragen nur die Spitzen der Kiefer aus der Tasche heraus. Ober- und Unterkiefer sind meist kauend, aber können auch stiftförmig umgebildet sein und dann stechend-saugend eingesetzt werden. Durch Veränderung des Ansatzpunktes der Muskulatur werden aus den rotierenden Bewegungen beim Kauen Vor- und Rückbewegungen beim Stechen.
- Bei den Beintastlern (Protura) sind die Mundwerkzeuge zu einem Bündel nadelähnlicher Stilette umgebildet, mit denen sie vermutlich Pilzhyphen anbohren und aussaugen.
- Bei den Doppelschwänzen (Diplura) sind die Mundwerke beißend.

## Insekten
Die Mundwerkzeuge der Insekten (in Analogie zu den Wirbeltieren manchmal „Kiefer“ genannt) werden von den Anhängen von vier Abschnitten der Kopfkapsel gebildet. Ihre Aufgabe ist es, die Nahrung für die Aufnahme in den Verdauungstrakt aufzubereiten und in den Mund zu befördern. Mit Ausnahme der Oberlippe entwickelten sich die Mundwerkzeuge aus drei Extremitätenpaaren des Kopfes, die ähnlich aufgebaut waren wie die Spaltfüße. Die beiden Grundtypen der Mundwerkzeuge sind der kauend-beißende Typ zur Aufnahme fester Nahrung und der saugende Typ mit verschiedenen Untertypen zur Aufnahme flüssiger Nahrung. Diese Unterscheidung traf bereits Aristoteles.

### Beißende Mundwerkzeuge
| Mundwerkzeuge verschiedener Käferarten                                                             | Mundwerkzeuge verschiedener Käferarten                                                 | Mundwerkzeuge verschiedener Käferarten                                                               |
| -------------------------------------------------------------------------------------------------- | -------------------------------------------------------------------------------------- | --- |
| |                                                                                        | Abb. 2: Blattkäfer, Kopf von unten: rot: Oberlippe grün: Oberkiefer gelb:Unterkiefer blau:Unterlippe |
| |                                                                                        | |
| Abb. 3: Mulmbock, Oberlippe, rechts blau getönt A: Außenseite B: innen gelegene Seite (Epipharynx) |                                                                                        | |
| |                                                                                        | |
| Abb. 4: Kopf von oben Feld-Sandlaufkäfer Oberlippe braun (natur) rechts Unterkiefer entfernt       | Abb. 5: Kopfunterseite Kupferfarbener Uferläufer grün: Lippentaster blau: Kiefertaster | Abb. 5: Kopfunterseite Kupferfarbener Uferläufer grün: Lippentaster blau: Kiefertaster               |

Die beißenden oder kauenden Mundwerkzeuge werden als ursprünglicher eingestuft als die saugenden Mundwerkzeuge. Die Mundwerkzeuge zerkleinern die Nahrung. Entsprechend der genutzten Nahrungsquelle liegt der Schwerpunkt beim Abreißen oder Abbeißen, beim Zerreißen oder Zerschneiden, beim Nagen, Kauen oder Zermahlen der Nahrung oder einer Kombination davon. Die beißenden Mundwerkzeuge setzen sich aus vier Elementen zusammen. Diese werden analog zur Benennung der Nahrungsaufbereitung beim Menschen Oberlippe (Labrum) Oberkiefer (Mandibel) Unterkiefer (Maxille) und Unterlippe (Labium) genannt. Sie sind bei den Insekten jedoch sowohl in ihrem Aufbau auch in ihrer Funktion völlig verschieden zu Lippen und Kiefer bei Säugetieren. Die Lage der vier Elemente bei einem Marienkäfer zeigt Abb. 2.

#### Die Oberlippe (Labrum)
Vor dem Mund befindet sich die unpaarige Oberlippe. Bei den Vorfahren der Insekten war der Kopf aus seiner Spitze (Akron) und vermutlich sechs Ringen zusammengesetzt. Die Oberlippe wird als Überrest des letzten vor dem Kopf liegenden Ringes betrachtet. Die Oberlippe ist unbeweglich, relativ steif und verhindert, dass die Nahrung nach vorn aus dem Mund fällt. Von außen sieht man nur einen Teil, da die Basis der Oberlippe durch den Kopfschild (Clypeus) verdeckt wird. Der sichtbare Teil kann halbkreisförmig (Abb. 3 A, rechte Hälfte blau getönt), rechteckig, dreieckig, nierenförmig oder anders geformt sein. Häufig ist er mit Sinnesborsten besetzt.
Wenn man die übrigen Mundwerkzeuge entfernt, kann man die dem Mund zugewandte Seite der Oberlippe betrachten (Abb. 3 B, rechte Hälfte blau getönt). Sie schließt den Mundraum nach vorn ab und wird deswegen Epipharynx (Epi altgr. über und Pharynx altgr. Rachen) genannt. Die Oberfläche der Innenseite ist nicht glatt, sondern so strukturiert, dass die Nahrung leicht in Richtung auf den Mund gleitet, aber schwer in entgegengesetzter Richtung. Unmittelbar vor der Mundhöhle sitzen Sinneszellen, mit deren Hilfe die endgültige Entscheidung darüber getroffen wird, ob die Nahrung für die Aufnahme geeignet ist.

#### Die Oberkiefer (Mandibeln)
| Einlenkung des Oberkiefers in die Kopfkapsel am Beispiel des Mulmbocks Unterkiefer und Unterlippe entfernt | Einlenkung des Oberkiefers in die Kopfkapsel am Beispiel des Mulmbocks Unterkiefer und Unterlippe entfernt |
| --- | --- |
| | |
| Abb. 6: seitliche Ansicht des Oberkiefers Pfeil blau: oberes Gelenk Pfeil grün: unteres Gelenk Pfeil braun: Gelenkhöhle des Unterkiefers                                                                          | |
| | |
| Abb. 8: unteres Gelenk und Gelenkhöhle A: Oberkiefer von unten, grün: Gelenkkopf B,C,D: Kopfkapsel mit Oberkiefer von unten B grün: Lage der Gelenkhöhle in der Kopfkapsel D: braun: Gelenkhöhle des Unterkiefers | |
| Abb. 7: oberes Gelenk A: Oberkiefer von oben B: Kopfkapsel von seitlich unten unterer Teil der Kopfkapsel entfernt                                                                                                | |

Hinter der Oberlippe liegt ein Paar Kiefer, die Oberkiefer. Sie haben sich aus einem Beinpaar entwickelt, das neben dem Mund lag. Jeder Oberkiefer besteht aus nur einem Stück.
Nur in der sehr primitiven Insektenordnung der Felsenspringer (Archaeognatha) ist der Oberkiefer durch nur ein Gelenk mit der Kopfkapsel verbunden, ähnlich wie die Fühler. Bei allen anderen Insekten sind die Oberkiefer mit zwei Gelenken in der Kopfkapsel eingelenkt, vergleichbar mit den beiden Angelpunkten einer Türe. Es gibt ein Gelenk oberhalb des Oberkiefers (in Abb. 6 blauer Pfeil) und ein Gelenk unterhalb des Oberkiefers (in Abb. 6 grüner Pfeil). Dadurch lässt sich der Kiefer nun sehr stabil in nur einer Ebene senkrecht zur Achse zwischen den beiden Gelenken bewegen. Erst dies ermöglicht ein kraftvolles Beißen und Zermahlen mit den beiden Oberkiefern. Die beiden Einlenkungen befinden sich weiter vorn und weiter hinten am Kopf, die Kiefer lassen sich also nicht parallel zur Kopfachse, sondern senkrecht dazu bewegen. In den Abb. 6–8 wird diese Einlenkung am Beispiel des Käfers Mulmbock gezeigt. Auf der Unterseite des Oberkiefers befindet sich ein kräftiger, knaufförmiger Auswuchs (in Abb. 8 A grün getönt). In der Kopfkapsel gibt es eine entsprechende Aushöhlung (in Abb. 8. B ist die Lage der Aushöhlung grün getönt). Bereits in diesem Gelenk hat der Oberkiefer wenig Spiel, wenn er sich dreht. Auf der oberen Seite des Oberkiefers befindet sich eine tiefe Furche in Form eines offenen Ringes (in Abb. 7. A ist der Boden der ringförmigen Vertiefung blau getönt). Auf der Kopfkapsel befindet sich eine entsprechende Ringwall-artige Erhöhung. Bei natürlicher Konstellation des Kiefers schleifen die blau getönten Flächen aufeinander.
Der Oberkiefer wird über Sehnen von antagonistischen Muskeln bewegt, den kräftigeren Adduktoren für das Schließen und den schwächeren Abduktoren für das Öffnen der Oberkiefer. Entsprechend der Nahrungsspezialisierung entwickelte sich auch eine Spezialisierung des Oberkiefers. Im Grundtyp ist ein Oberkiefer auf der Außenseite dick und gekrümmt, nach innen verschmälert er zu einer Schneide, nach vorn zu einer Spitze. Diese kann glatt oder fein gezähnelt sein oder einzelne stumpfe oder spitze Zähne tragen. Häufig befinden sich auf der Mahlfläche der Schneide kleine Erhebungen, die durch Einlagerung von Metallen (Zink und Mangan, gelegentlich Eisen) besonders gehärtet sein können. Es ist bekannt, dass einige Käferlarven in der Lage sind, eiserne Beschläge zu durchnagen. Die beiden Oberkiefer können wie eine Beißzange aufeinandertreffen oder wie eine Schere mit den Schneiden übereinander gleiten. Die Oberkiefer der Abbildungen sechs bis acht sind auf das Zernagen von Holz spezialisiert, die Oberkiefer in Abb. 4 auf ein sicheres Ergreifen und Zerreißen von kleinen Fliegen. Beim männlichen Hirschkäfer (Lucanus cervus) dienen die Oberkiefer, auch Geweih genannt, nicht dem Nahrungserwerb, sondern sie werden in Kämpfen zwischen den Männchen zum Aushebeln des Gegners eingesetzt.

#### Die Unterkiefer (Maxillen I)
|                                              |                     |
| Chrysobothris affinis                        | Loricera pilicornis |
|                                              |                     |
| Ovalisia rutilans                            | Trachys minutus     |
| Abb. 9: Unterkiefer verschiedener Käferarten |                     |

Die Unterkiefer liegen zwischen Oberkiefer und Unterlippe. Jeder Unterkiefer hat nur eine Einlenkung mit der Kopfkapsel (in Abb. 8. D ist die Gelenkhöhle des Unterkiefers braun getönt). Entsprechend verfügen die Unterkiefer über eine höhere Beweglichkeit als die Oberkiefer, im Prinzip bewegen sie sich aber nur in einer Ebene parallel zu den Oberkiefern. Bei den Unterkiefern ist die Herkunft von Beinen noch am besten nachzuvollziehen. Sie sind mehrgliedrig und haben mehrere Anhänge. Das Basalglied ist zweigeteilt, die Basis wird Cardo genannt, er ist durch eine Beugungsfalte vom Stipes abgesetzt. Letzterem sitzen zwei flächige Glieder, die innere (Lacinia) und die äußere (Galea) Kaulade auf, sowie ein Kiefertaster, der aus bis zu sieben Gliedern besteht. Die Kiefertaster (Maxillarpalpen) und die Galea tragen Sinnesorgane zum Auffinden und Beurteilen möglicher Nahrung, die innere Lade wird hauptsächlich zum Kauen benutzt und ist deswegen auf der Innenseite meist stark strukturiert. In Abb. 9 zeigen die Unterkiefer von vier Käferarten den Formenreichtum der Unterkiefer. Bei Loricera pilicornis (Abb. 9) und bei Elaphrus cupreus (in Abb. 5 rechts hell- und dunkelblau getönt) sind zwei Kiefertaster erkennbar. Aufgabe der Unterkiefer ist das Kauen und der Weitertransport der Nahrung.

#### Die Unterlippe (Labium, homolog Maxillen II)
|                                       |                   |                 |
| Chrysobothris affinis                 | Ovalisia rutilans | Trachys minutus |
| Abb. 10: Unterlippe dreier Käferarten |                   |                 |

Das hinterste oder unterste Element der Mundwerkzeuge ist die Unterlippe oder Labium.
Sie ist unpaarig, entwickelte sich aber ebenfalls aus einem Paar Kopfextremitäten.
Die Unterlippe beginnt nicht vor dem Kinn, da die verschiedenen um das Kinn gruppierten Abschnitte der Kopfkapsel ebenfalls zur Unterlippe gerechnet werden.
Der hintere Teil, das Postmentum (lat. post ‚nach‘, ‚hinter‘ und mentum ‚Kinn‘) ist analog zum Cardo und wird nochmals in Submentum (lat. sub ‚unter‘) und Mentum unterteilt.
Der vorderste Teil, das Prämentum (lat. prae ‚vor‘), ist analog zum Stipes.
Dem Prämentum sitzt mittig die Zunge (Glossa) auf.
Sie ist homolog zur Lacinia.
An der Basis der Zunge sitzt seitlich von ihr je eine Nebenzunge (Paraglossa), die der Galea entspricht. Die paarige Herkunft der Unterlippe ist teilweise noch erkennbar (in Abb. 11 A, hellblau).
An der Unterlippe entspringen ebenfalls ein Paar Taster, die Lippentaster oder Labialpalpen. In Abb. 10 sind die Unterlippen dreier Käferarten dargestellt.

#### Innenlippe (Hypopharynx)
Traditionsgemäß nicht zu den kauend-beißenden Mundwerkzeugen gezählt wird die Innenlippe (Hypopharynx von Hypo altgr. unter und Pharynx altgr. Rachen). Sie unterteilt den vor dem eigentlichen Mund liegenden und durch die Mundwerkzeuge begrenzten Präoralraum (prae- (lat.) vor und oral (lat.) Mund-) in die Mundhöhle (Cibarium) und in die Speicheltasche (Salivarium). In dieses entleeren die Speicheldrüsen. Bei der Entwicklung der saugenden Mundwerkzeuge spielt die Innenlippe eine wichtige Rolle.

### Saugende Mundwerkzeuge
| Abb. 11: Homologie von Mundwerkzeugen (A) Heuschrecke -- (B) Biene --- (C)Schmetterling -- (D) Stechmücke ♀ | Abb. 11: Homologie von Mundwerkzeugen (A) Heuschrecke -- (B) Biene --- (C)Schmetterling -- (D) Stechmücke ♀ | Abb. 11: Homologie von Mundwerkzeugen (A) Heuschrecke -- (B) Biene --- (C)Schmetterling -- (D) Stechmücke ♀ |
| --- | --- | --- |
| c: Compositionsauge; a: Antenna; lr: Labrum; md: Mandibel; mx: Maxille; lb: Labium hp: Hypopharynx          | | |
| Oberlippe (Labrum)                                                                                          | Oberkiefer (Mandibel)                                                                                       | Unterkiefer (Maxille)                                                                                       |
| Unterlippe (Labium)                                                                                         | Schlund oben (Epipharynx)                                                                                   | Schlund unten (Hypopharynx)                                                                                 |

| Abb. 12 – Abb. 25 mit obigem Farbcode c: Nahrungkanal s: Speichelgang | Abb. 12 – Abb. 25 mit obigem Farbcode c: Nahrungkanal s: Speichelgang | Abb. 12 – Abb. 25 mit obigem Farbcode c: Nahrungkanal s: Speichelgang | Abb. 12 – Abb. 25 mit obigem Farbcode c: Nahrungkanal s: Speichelgang | Abb. 12 – Abb. 25 mit obigem Farbcode c: Nahrungkanal s: Speichelgang | Abb. 12 – Abb. 25 mit obigem Farbcode c: Nahrungkanal s: Speichelgang |
| --------------------------------------------------------------------- | --------------------------------------------------------------------- | --- | --- | --------------------------------------------------------------------- | --------------------------------------------------------------------- |
|                                                                       |                                                                       | Abb. 12: Honigbiene Detail Mundwerkzeuge Unterkiefer rechts weggeklappt A: frontal B: seitlich links teilweise getönt gelb GA: Galea gelb St: Stipes blau G: Glossa blau P: Lippentaster | Abb. 12: Honigbiene Detail Mundwerkzeuge Unterkiefer rechts weggeklappt A: frontal B: seitlich links teilweise getönt gelb GA: Galea gelb St: Stipes blau G: Glossa blau P: Lippentaster | Abb. 13: Schnitt, Erklärung im Text                                   | Abb. 13: Schnitt, Erklärung im Text                                   |
| Abb. 14: Schmetterlingsrüssel, eingerollt                             | Abb. 14: Schmetterlingsrüssel, eingerollt                             | Abb. 14: Schmetterlingsrüssel, eingerollt | Abb. 15: Schnitt, Erklärung im Text | Abb. 15: Schnitt, Erklärung im Text                                   | Abb. 15: Schnitt, Erklärung im Text                                   |
| Abb. 16: Echte Fliege Rüssel Abb. 19: Schnake Kopf mit Rüssel         | Abb. 16: Echte Fliege Rüssel Abb. 19: Schnake Kopf mit Rüssel         | Abb. 17: Echte Fliege | Abb. 17: Echte Fliege | Abb. 18: Tsetsefliege                                                 | Abb. 18: Tsetsefliege                                                 |
| Abb. 16: Echte Fliege Rüssel Abb. 19: Schnake Kopf mit Rüssel         | Abb. 16: Echte Fliege Rüssel Abb. 19: Schnake Kopf mit Rüssel         | Abb. 20: Bremse | Abb. 20: Bremse | Abb. 21: Stechmücke                                                   | Abb. 21: Stechmücke                                                   |
| Abb. 22: Torf-Mosaikjungfer Larve, Maske von unten                    | Abb. 22: Torf-Mosaikjungfer Larve, Maske von unten                    | Abb. 23: Gelbrandkäfer, Larve | Abb. 23: Gelbrandkäfer, Larve | Abb. 23: Gelbrandkäfer, Larve                                         | Abb. 23: Gelbrandkäfer, Larve                                         |
| Abb. 24: Gefleckter Rückenschwimmer                                   | Abb. 24: Gefleckter Rückenschwimmer                                   | | | Abb. 26: Hemiptera                                                    | Abb. 26: Hemiptera                                                    |
| Abb. 27: Fransenflügler                                               | Abb. 27: Fransenflügler                                               | Abb. 28: Kopf Floh | Abb. 28: Kopf Floh | Abb. 29: Floh                                                         | Abb. 29: Floh                                                         |

Insekten mit saugenden Mundwerkzeugen nehmen flüssige oder verflüssigte Nahrung auf. Beispielsweise ist dies bei Schmetterlingen und Bienen Blütennektar bei Blattwanzen, Zikaden und Blattläusen Pflanzensaft, bei Flöhen und Tierläusen Blut. Besonders reich ist das Nahrungsspektrum bei Fliegen (Blut, verflüssigte Nahrung, bei Verwesungsprozessen entstehende Flüssigkeiten). Für das Aufsaugen bildeten sich die Mundwerkzeuge im Laufe der Evolution zu einem Rüssel als Nahrungsrohr um. Ab einer gewissen Rüssellänge wurde auch ein Pumpsystem für den Transport innerhalb des Rüssels erforderlich. Falls Speichel in entgegengesetzter Richtung transportiert werden soll, geschieht dies am effektivsten, wenn der Rüssel zwei getrennte Gänge enthält, einen Speichelrohr und ein Nahrungsrohr. Von einigen stechenden Insekten wird der Speichel nicht zur Verflüssigung der Nahrung verwendet, sondern er erhärtet sich beim Austreten, isoliert dabei die Stichwunde nach außen ab und ermöglicht so ein effektiveres Ausnutzen der Nahrungsquelle.
Nicht nur Ober- und Unterlippe und Ober- und Unterkiefer wirken bei der Bildung des Rüssels zusammen, sondern auch die Decke und der Boden der Mundhöhle (Epipharynx und die Innenlippe Hypopharynx). Das auch die Praementum, Mentum und Postmentum bei der Rüsselbildung beteiligt sein können, ist ein weiterer Beleg dafür, dass sie homolog zu Abschnitten der Kopfextremitäten sind.
Die Entwicklung eines Rüssels vollzog sich mehrmals und bei verschiedenen Insektengruppen unabhängig voneinander. Der Anteil der eben erwähnten Körperteile an Bau und Funktion des Rüssels ist dabei jeweils ein anderer. Selbstverständlich liegen die Kiefer weiterhin innerhalb der Lippen, sie liegen aber nicht notwendig innerhalb des Rüssels, sondern können auch zur Bildung der Außenseite des Rüssels beitragen. Bei ursprünglich gleicher Entwicklung des Rüssels kam es bei der radiären Adaption zu einer Aufspaltung, etwa bei der Differenzierung von stechenden und leckenden Fliegen. Dabei kann in einem konkreten Fall der Aufbau des Rüssels durchaus belegen, dass zwei stechende Fliegenarten weniger nah miteinander verwandt sind als eine stechende und eine saugende Fliegenart. Traditionell werden als Untertypen saugend, leckend-saugend und stechend-saugend unterschieden, bei Fliegen wird auch der Begriff tastend-saugend verwendet.
In Abb. 11 ist der Rüsselaufbau von drei bekannten Insektenfamilien oder -ordnungen dargestellt ((B) Bienen, (C) Schmetterlinge, (D) Schnaken). Gleiche Farbe bedeutet gleichen Ursprung (Homologie) eines Teils. Die Farben für homologe Teile werden nicht nur im Bild 11, sondern auch in den übrigen Bildern des Kapitels beibehalten.

#### Honigbienen
Für die Gattung der Honigbienen (Apis) (Abb. 11 (B), 12 und 13) ist die lange Zunge (Glossa, Abb. 12, blau G) charakteristisch. Sie kann sich der Länge nach dehnen und endet in einer löffelartigen Verbreiterung (Löffelchen, Labellum). Ihre Seitenränder sind nach unten eingeschlagen und bilden das Speichelrohr. Die Nebenzungen sind völlig zurückgebildet. Die breiten Lippentaster sind etwas länger als die zurückgezogene Zunge und liegen seitlich unter ihr. Sie enden mit zwei kurzen Gliedern (in Abb. 12 A blau P). An der Basis sind Unterlippe und Unterkiefer verwachsen. Sie bilden den Labiomaxillarkomplex. Die Lacinia ist wie die Kiefertaster rudimentär, aber die Außenlade (Galea, in Abb. 12 A gelb Ga) ist langgezogen und gekantet (in Abb. 11 B, und 13 gelb). Das Speiserohr kommt zustande, in dem die Lippentaster die Zunge unten umschließen und die Außenladen Decke und Seiten des Rüssels bilden. Den Querschnitt durch den Rüssel zeigt Abb. 13. Die Oberkiefer befinden sich seitlich der Rüsselbasis. Sie sind nicht zum Bearbeiten harter Stoffe geeignet. Sie sind jedoch kräftig genug, um Gegenstände zu ergreifen, zu transportieren oder zu bearbeiten. Die Oberlippe schließt den Mundraum nach oben ab. Ursprüngliche Bienenarten (die Bienen (Apiformes) sind ein Taxon ohne Rang unterhalb der Überfamilie der Bienen und Grabwespen (Apoidea)) haben eine kürzere Zunge und innerhalb der Ordnung ist ein Übergang von kauend-leckenden zu saugend-leckenden Mundwerkzeugen feststellbar.

#### Schmetterlinge
Der Saugrüssel der Schmetterlinge (Abb. 11 (c), 14 und 15) wird ausschließlich aus den beiden Unterkiefern gebildet. Jeder Unterkiefer wird von einer Trachee des Atmungssystems (in Abb. 15 grau) einem Nerv (in Abb. 15 schwarz) und Muskelfasern (in Abb. 15 ockerfarben) durchlaufen. Die beiden Unterkiefer sind oben und unten durch einen Falz miteinander verbunden und umschließen den zwischen ihnen liegende Speisekanal.
An der Basis des Rüssels ist die Oberlippe auf das sogenannte Pilifer reduziert. Auch die Oberkiefer sind weitgehend zurückgebildet. Nur in der primitiven Unterfamilie Micropterigidae werden sie noch zum Beißen benutzt. Die Unterlippe ist schwach ausgebildet (in Abb. 15 mittig hellblau), aber die Lippentaster (in Abb. 15 seitlich hellblau) sind kräftig und spielen eine wichtige Rolle als Sinnesorgan. Die Kiefertaster sind klein.
Auf Grund der Lage der elastischen Chitinspangen am Rüssel ist dieser in Ruhe wie eine Uhrfeder eingerollt. Durch lokale Druckerhöhung der Hämolymphe streckt er sich. Manche Schmetterlinge nehmen als Vollinsekt keine Nahrung auf. Bei ihnen ist der Rüssel reduziert und funktionsuntüchtig und das Pumporgan fehlt.

#### Zweiflügler
In der riesigen Insektenordnung der Zweiflügler treffen wir bei verschiedenen Familien auch sehr verschiedene Arten von Rüsseln an. Der Grundtyp zeigt jedoch folgende Eigenschaften.
- Der Großteil des Rüssels ist zum Unterkiefer homolog. Im Schnitt betrachtet bildet der Unterkiefer den Boden und die Seiten des Rüssels.
- Die Oberlippe liegt innerhalb der Rinne, die die Unterlippe bildet. Die Innenlippe legt sich von innen an die Oberlippe an.
- Die Innenlippe mit dem Speichelkanal ist in den Rüssel hinein verlängert.
- Die funktionsfähigen Taster an der Rüsselbasis sind Kiefertaster.
- Lippentaster sind vollständig umgebildet und dienen nicht mehr als Tastorgane

Funktionell lassen sich die Mundwerkzeuge der Fliegen in solche unterteilen, die nur lecken (Beispiel Stubenfliege), und solche, die auch stechen (Beispiel Stechmücke). Der stechende Teil kann unter anderem aus dem Unterkiefer, der Unterlippe oder dem Hypopharynx gebildet sein. Beispielsweise sollen an einigen Familien die weitere Spezialisierung des Rüssels aufgezeigt werden.
In der Familie Echte Fliegen (Muscidae siehe Abb. 16 und 17), zu der die Stubenfliege gehört, sind die Oberkiefer völlig zurückgebildet. Vom Unterkiefer sind nur noch die Kiefertaster vorhanden. Die Oberlippe auf der Vorderseite des Rüssels ist verhältnismäßig steif und läuft spitz zu. Der Rüssel ist in Ruhestellung nach vorne geklappt und liegt dem Kopf an. Die Rüsselbasis wird Rostrum genannt, es folgt der weiche mittlere Teil (Haustellum). Am Rüsselende sitzen die stempelförmigen, wulstigen und weichhäutigen Lippenpolster, die durch die beiden Labellen gebildet werden. Sie haben Form und Funktion eines Schwammes und umschließen die spaltförmige Mündung des Nahrungsrohres. Die Oberflächenstruktur der Labellen bildet Speichelrinnen, die sich beim Betupfen der Nahrung mit Speichel füllen und die gelöste Nahrung dem Nahrungsrohr zuleiten. Das Speiserohr wird dadurch gebildet, dass die Mittellippe mit dem Speichelrohr die Oberlippe nach hinten abschließt.
In der Familie der Schnaken (Tipulidae siehe Abb. 19), zu der die Kohlschnake gehört, ist der Rüssel sehr kurz. Dem rüsselartig nach vorn verlängerten Kopf sitzen fast unmittelbar die Labella auf.
Die Arten der Familie der Zungenfliegen (Glossinidae siehe Abb. 18), die gefürchteten Tsetsefliegen, besitzen den gleichen Rüsseltyp wie die Stubenfliege. Das Haustellum ist jedoch schmäler, länger und steifer und hat die Form einer Stechborste. Die Labella sind klein und tragen Reihen von Zähnchen, die sich durch die Haut fräsen können. Ober- und Unterlippe sind miteinander verfalzt und umschließen das Nahrungsrohr, in dem der Speichelgang eingelagert ist.
Bei den Bremsen (Tabanidea siehe Abb. 20) ist der Rüssel relativ kurz und breit. Bei vielen Arten „beißen“ nur die Weibchen. Die Unterlippe endet wie die der Stubenfliege mit zwei wulstigen Labellen. Diese bilden nicht nur die Rüsselspitze, sondern auch einen Teil der Rüssels. Die Oberlippe hat die Form eines stumpfen Dolches, in dem der gleichgestaltete Epipharynx liegt. Sie bilden das Dach des Speiserohrs. Die beiden Oberkiefer sind messerförmig abgeflacht und bilden den Boden des Speiserohrs. Sie liegen über der Mittellippe mit dem Speichelrohr. Die beiden Außenladen der Unterkiefer sind zu dolchartigen Stechborsten umgebildet, seitlich unterhalb des Speichelgangs liegen. Die Maxillarpalpen sind mächtig und liegen wie Kolben seitlich am Rüssel. Beim Biss wird die Haut mehrfach aufgeschlitzt.
Bei den Arten der Familie der Stechmücken (Abb. 21) ist der aus der Unterlippe gebildete Saugrüssel sehr lang. Er dient als Scheide für die Stechborsten, wird aber selbst nicht eingestochen. Ober- und Unterkiefer sind als lange Stechborsten umgeformt und enden wie eine Stichsäge mit Zähnen besetzt. Auch Oberlippe und Innenlippe mit dem Speichelrohr sind als Stechborsten ausgebildet. Die Oberlippe ist nach hinten zu einem Nahrungsrohr umgebogen. Die viergliedrigen Kiefertaster sind kurz, die Lippentaster fehlen beziehungsweise sind zu einem Labellum reduziert.

#### Schnabelkerfe (Wanzen, Zikaden, Läuse)
Der Grundtyp des Rüssels der Schnabelkerfe (Abb. 24 und 26) zeigt einen anderen Aufbau. Zwar bildet auch hier die Unterlippe eine lange fast geschlossene Rinne und Ober- und Unterkiefer sind zu stilettförmigen Stechborsten umgebildet, die an der Spitze gezähnt sind. Die Unterkiefer haben jedoch auf der Innenseite zwei parallele Rinnen und sind so miteinander verfalzt, dass die beiden Rinnen sich zu zwei Röhren ergänzen. In der oberen größeren Röhre wird die Nahrung, in der unteren kleineren der Speichel befördert. Die Stechborsten der Oberkiefer liegen seitlich neben diesem Doppelrohr in der Oberlippe. Die Oberlippe deckelt nur im basalen Teil die Unterlippe. Kiefertaster und Lippentaster fehlen. Bei einigen Arten ist der Rüssel so lang, dass er gerollt werden kann. Die Verfalzung der einzelnen Teile ist gut in (Abb. 25) erkennbar.

#### Tierläuse
Die Ordnung der Tierläuse (Phthiraptera), zu denen auch die Kopflaus gehört, sind Ektoparasiten, die sich von Blut ernähren. Sie haben teilweise beißende, teilweise saugende Mundwerkzeuge. Die Arten der Unterordnung Anoplura (Echte Tierläuse) parasitieren auf Säugetieren und haben einen Rüssel ausgebildet. Kiefer- und Lippentaster fehlen. Die Oberlippe bildet einen ausstülpbaren Rüssel. Die Unterlippe ist zu einem Stilett umgebildet, darüber liegen zwei weitere stilettartige Ausformungen, die vermutlich der Mündung des Speichelgangs und dem Unterkiefer entsprechen. Der Oberkiefer verschwindet während der embryonalen Phase.

#### Fransenflügler
Die Arten der nach den gefransten Flügeln benannte Insektenordnung Fransenflügler (Thysanoptera) besitzen als einzige unsymmetrisch Mundwerkzeuge. Der Großteil des Rüssels wird durch die Oberlippe gebildet. Die Öffnung der Rinne in der Oberlippe nach hinten wird von der Unterlippe bedeckt. Darüber befinden sich Skelettteile die dem Hypopharynx entstammen. Zwischen den beiden Lagen fließt der Speichel. Zentral in der Rinne der Oberlippe liegt das Speiserohr, das durch die sich ergänzenden halbröhrenförmigen Laciniae der Unterkiefer gebildet wird. Neben dem Speiserohr liegt der borstenförmige linke Oberkiefer. Der rechte Oberkiefer ist nur im embryonalen Stadium erkennbar. Lippen- und Kiefertaster sind vorhanden.

#### Flöhe
Die Mundwerkzeuge der Flöhe (Schnitt Abb. 29) sind darauf spezialisiert, die Haut zu durchdringen und Blut zu saugen. Der eigentliche Stechapparat besteht aus den beiden stilettförmigen und außen gezähnten Innenladen der Unterkiefer und einer epipharyngalen Stechborste, die gemeinsam das Nahrungsrohr umschließen. Der Stechapparat liegt in einer Scheide die vom Praementum mit den Lippentastern gebildet wird. Von außen wird fast alles durch die große paddelförme Platte der Außenlade des Unterkiefers (Abb. 28 A) verdeckt, die nur von den Lippentastern (Abb. 28 C) – und Kiefertastern (Abb. 28 B) überragt wird.

### Larven
Der größte Teil der Insektenlarven besitzt beißende Mundwerkzeuge. Jedoch haben sich im Laufe der Evolution in einige Insektengruppen Spezialisationen ergeben. Bei den Fliegenlarven, den Maden, sind beispielsweise die Mundwerkzeuge stark reduziert und ins Innere verlagert. Bei den Gelbrandkäfern und den Ameisenlöwen liegen beißend-saugende Mundwerkzeuge vor. Libellenlarven haben eine Fangmaske entwickelt. Saugende Mundwerkzeuge gibt es ebenfalls in mehreren Insektengruppen.

#### Gelbrandkäfer
Die im Wasser lebende Larve des Gelbrands (Abb. 23) ist ein gefräßiger Räuber, der sich von anderen Wasserinsekten und von Kaulquappen ernährt, aber auch von kleinen Fischen nicht zurückschreckt und selbst Beutetiere angreift, die seine eigene Körpergröße übersteigen. Der Kopf ist dorsoventral abgeplattet, an den Kopfseiten entspringen die mächtigen Mandibel. Sie sind wie eine Beißzange gekrümmt und aufeinander zulaufend. Im Gegensatz zur Beißzange sind sie jedoch schmal und laufen in eine Spitze aus. Auf der Innenseite haben sie eine Rinne, die in der Nähe der Spitze endet. Das Opfer wird gepackt und von den Oberkiefern wie von einer Injektionsnadel angestochen. Über den Kanal wird zuerst Verdauungsflüssigkeit in das Opfer injiziert, anschließend wird die verflüssigte Nahrung aufgesaugt (Extraintestinale Verdauung).

#### Libellenlarve
Bei den im Wasser lebenden Larven der Libellen (Abb. 22) hat sich ein zusätzliches Organ entwickelt, mit dem entfernte Beute überraschend ergriffen werden kann. Es besteht aus einem zweigliedrigen Arm, an dessen Spitze eine Zange sitzt. Die beiden Glieder des Armes sind flach und breit und liegen in Ruhestellung zusammengeklappt aufeinander. Der Fangarm ist hinter dem Mund ins Außenskelett eingelenkt. Das erste Glied entspricht dem Postmentum und zeigt in Ruhestellung am Körper anliegend nach hinten. Das zweite Armglied entspricht dem Prämentum. Es liegt auf dem ersten Glied und endet kreisähnlich verbreitert vor den Oberkiefern. Es erinnert dabei an eine Stabmaske, die vor dem Gesicht getragen wird und wird deswegen auch Maske genannt (Abb. 22 Maske von unten). Befindet sich die Beute im richtigen Abstand von der Larve, dann schnellt der Fangarm vor. Die spitzen zur Zange umgeformten Lippentaster packen die Beute und ziehen sie direkt vor die Mandibeln.